# Kloster Bonneval
Das Kloster Bonneval (Notre-Dame de Bonneval; lat. Bona vallis / Abbatia B. M. Bonaevallis) ist eine Trappistinnen-Abtei (Zisterzienserinnen von der strengeren Observanz) bekannt durch die Schokoladenfabrikation der dort lebenden Nonnen in der Gemeinde Le Cayrol im Département Aveyron, Region Okzitanien, in Frankreich, rund 7 km nördlich von Espalion.

## Geschichte
Das 1147 auf Initiative des Bischofs von Cahors, Guillaume de Calmont d’Olt, gestiftete Tochterkloster von Kloster Mazan gehörte der Filiation von Kloster Cîteaux an. Im 12. und 13. Jahrhundert gelangte das Kloster zu Reichtum und gründete mehrere Grangien, darunter Galinières, ein großer befestigter Gebäudekomplex, La Roquette, La Vayssière, Masse, Séveyrac und Biac. Im Hundertjährigen Krieg erlitt das Kloster Schäden, als die Rouergue an England kam. Im 16. Jahrhundert fiel das Kloster in Kommende und verblieb mit einer kurzen Unterbrechung bis zur Revolution in diesem Status. Ab 1627 war es regionales Noviziat des Ordens.
Während der Französischen Revolution wurde das Kloster 1791 aufgelöst. 13 Mönche mussten das Kloster verlassen. In der Folge diente die Anlage als Steinbruch. 1875 wurde es von Trappistinnen aus Kloster Maubec (heute in Blauvac) wiederbesiedelt.

## Bauten und Anlage

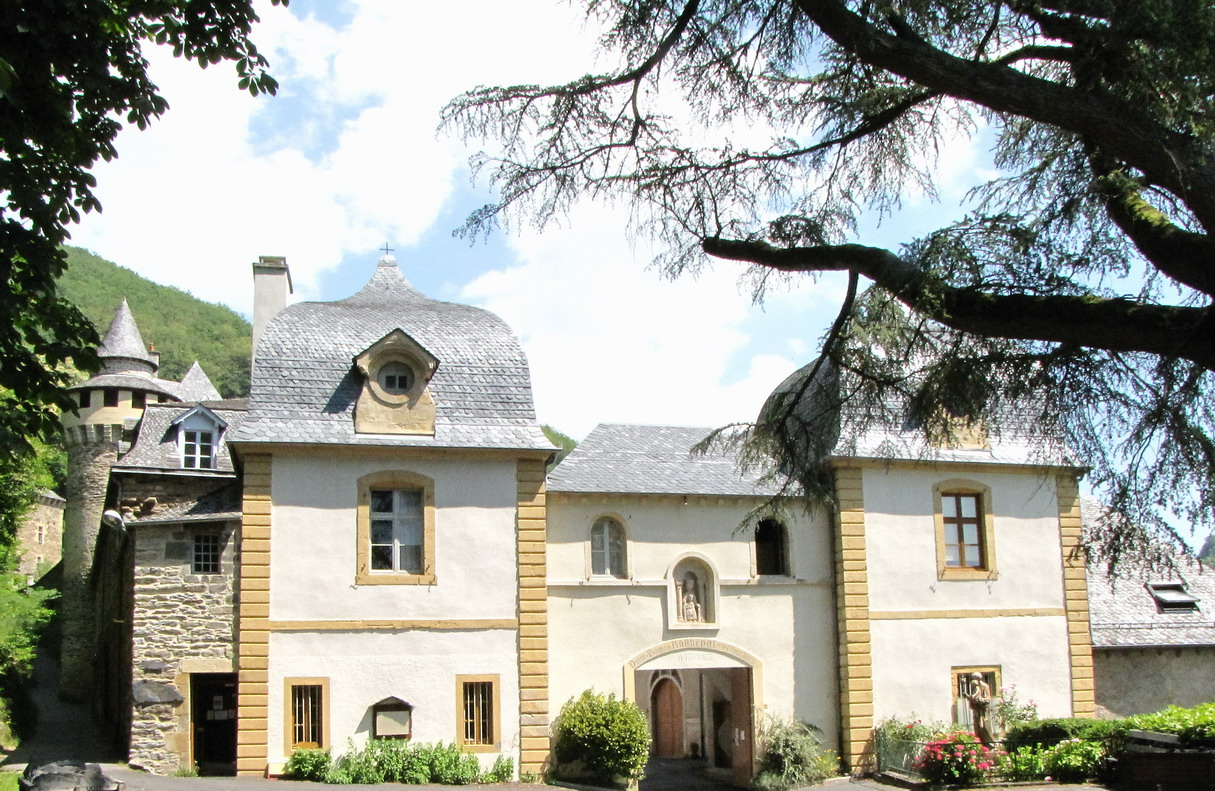
Das Torhaus

Von der ursprünglichen Anlage ist ein Teil der Kirche erhalten, die im Übrigen aus wesentlich späterer Zeit stammt, daneben einige Räume und das Torhaus mit einer Madonna aus dem 12. Jahrhundert und die Klostermauern. Die Befestigung mit mehreren Türmen datiert aus dem Hundertjährigen Krieg, jedoch ist der Donjon jünger. Der Kreuzgang ist abgegangen. Die übrigen Gebäudeteile stammen aus dem 18. und 19. Jahrhundert.